# Sandsteinhöhlen von Lobsigen

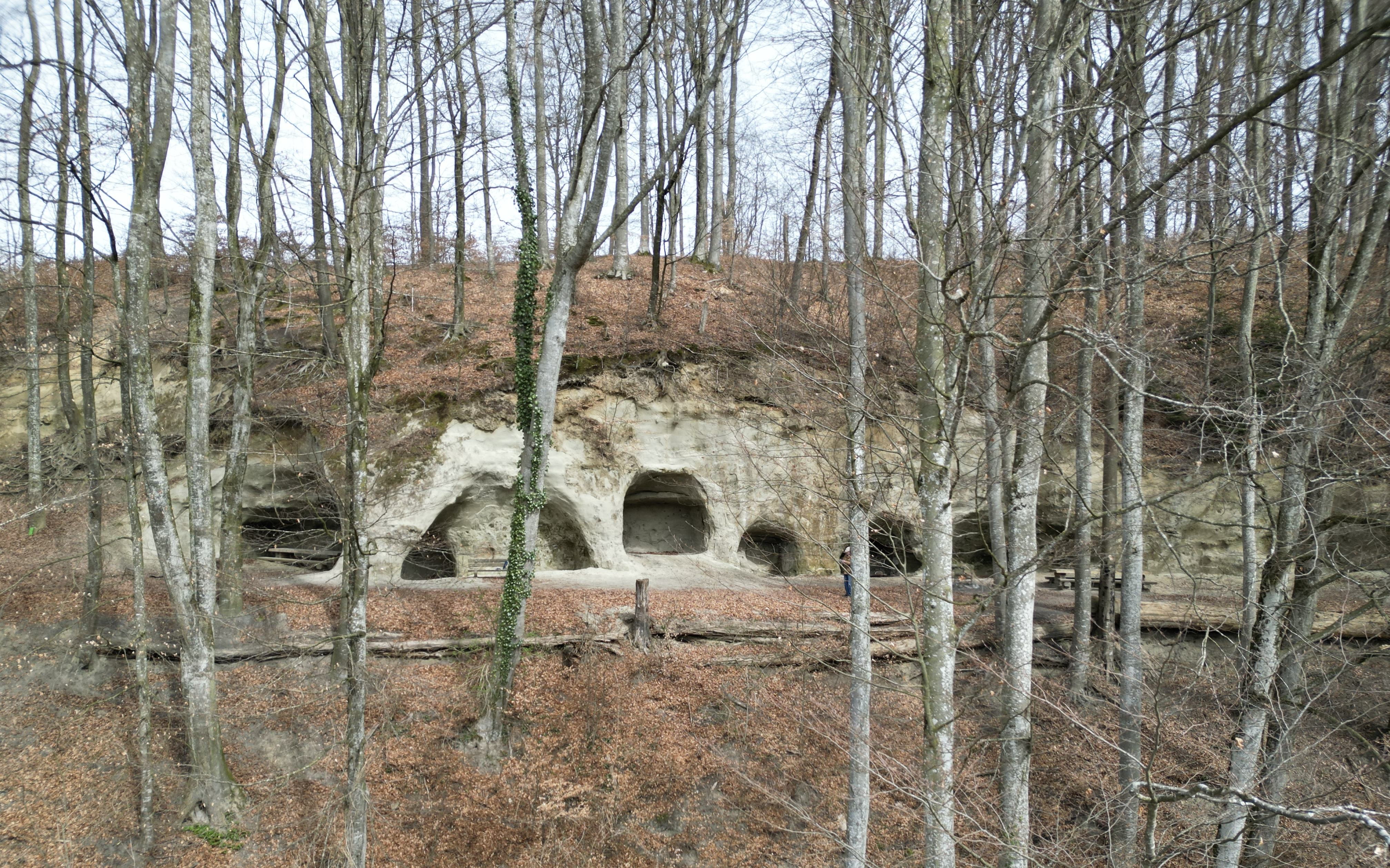
Sandsteinhöhlen, westlicher Teil

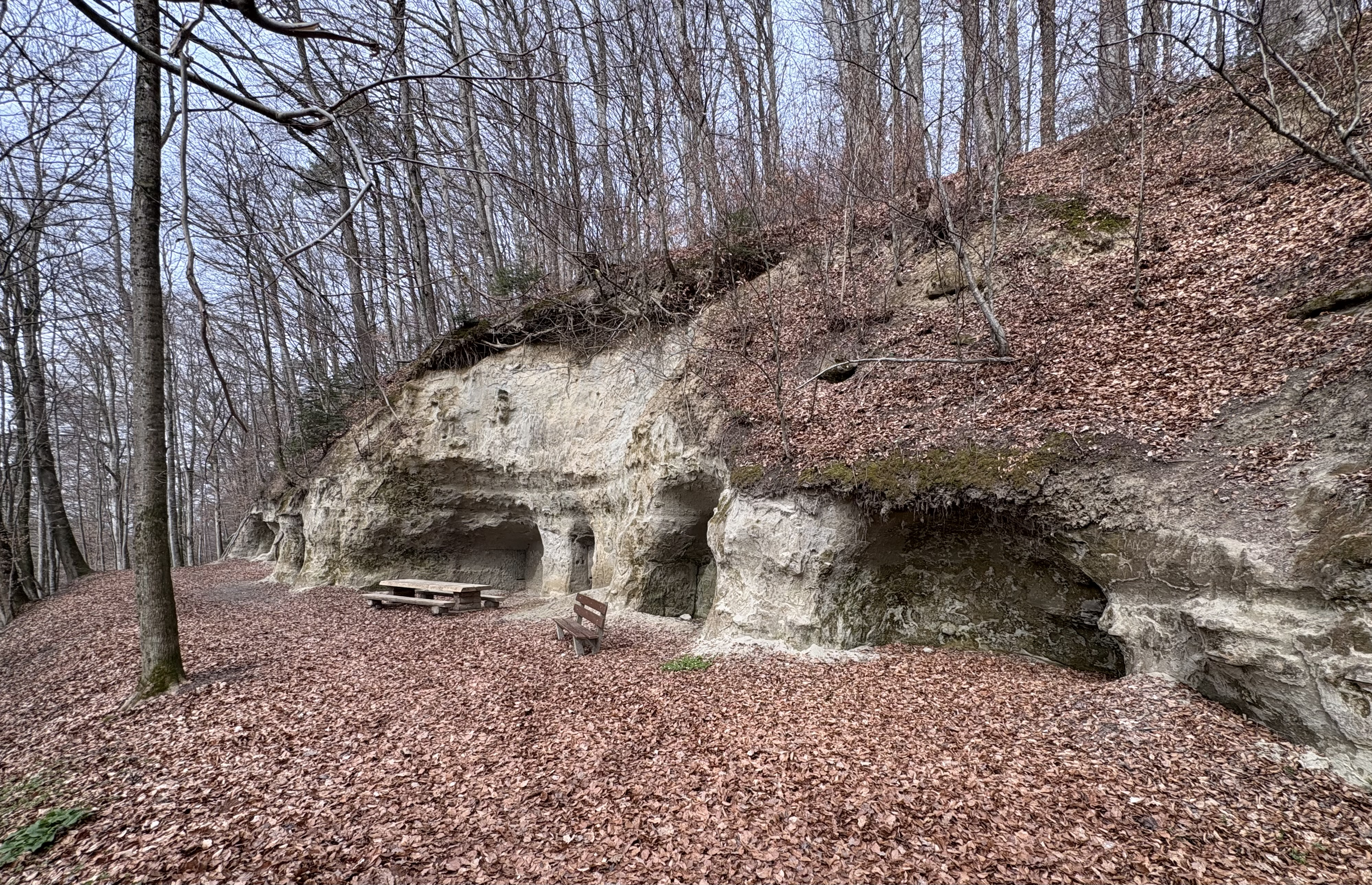
Nach Westen

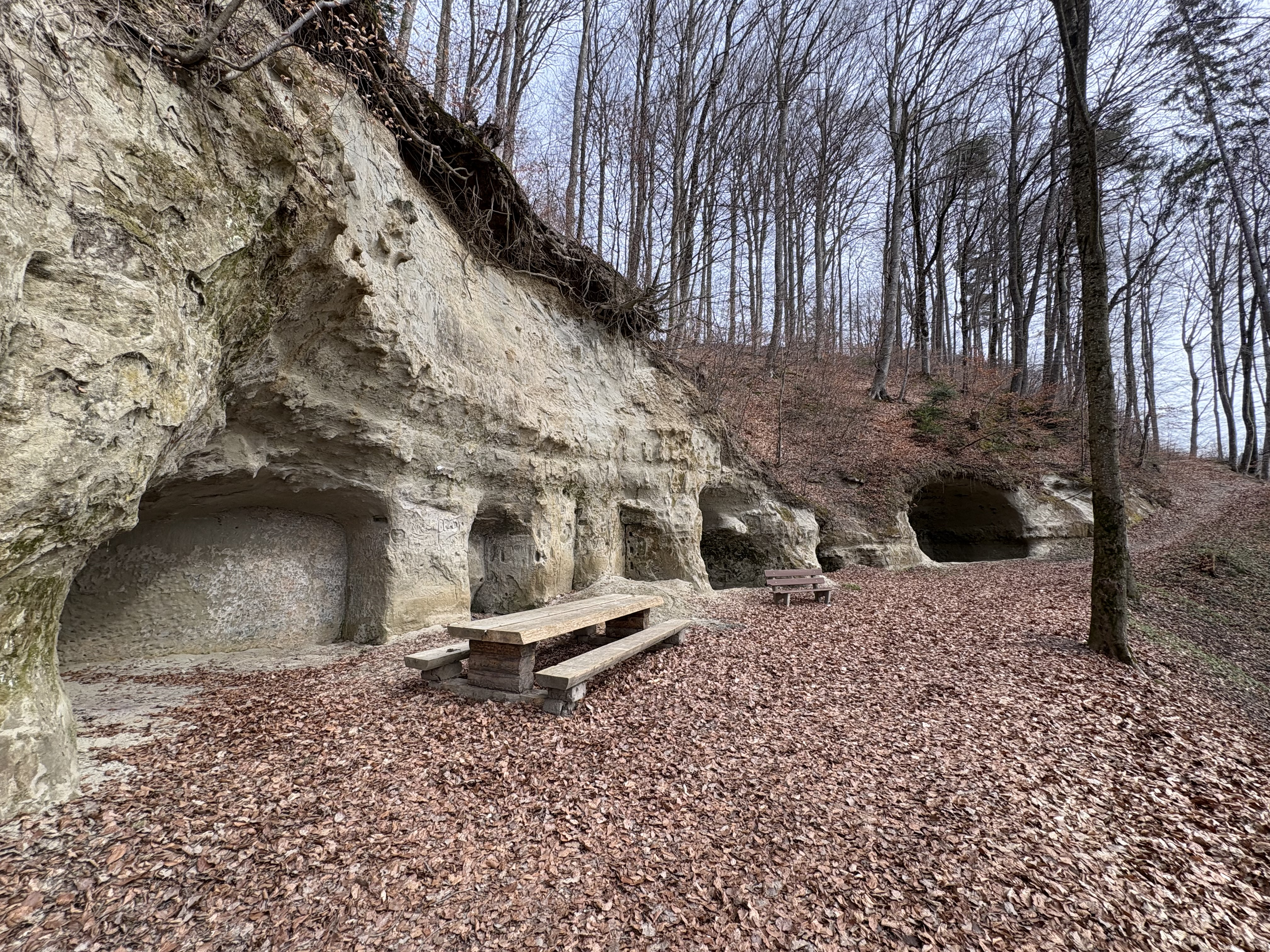
Nach Osten

Die  Sandsteinhöhlen von Lobsigen  liegen östlich oberhalb des Dorfes Lobsigen an der Nordflanke des Frienisbergs in der Gemeinde Seedorf im Schweizer Kanton Bern.

## Lage
Die Höhlen liegen abseits eines markierten Wanderwegs, sind aber von Lobsigen im Westen und Baggwilgraben im Osten in fünfzehn bis zwanzig Minuten zu Fuss erreichbar. Von der Rebhalde führt eine Treppe zu den Höhlen oberhalb des Weges; vom Waldrand oberhalb der Höhlen führen zwei Pfade hinunter. Die Höhlen gehören der Burgergemeinde Seedorf.

## Beschreibung
Die rund fünfzehn Höhlen liegen, aufgeteilt in drei Gruppen, nebeneinander in einer langgezogenen Sandsteinschicht auf einer Höhe von etwa 600 m ü. M. Der Abstand zwischen der westlichsten und der mittleren Gruppe beträgt knapp hundert Meter. Die kleinste Gruppe liegt nochmals etwa zweihundert Meter östlicher. Die freiliegende Sandsteinschicht ist etwa zweihundert Meter lang und liegt im steilen, bewaldeten Nordhang eines Tobels, in dem der Rebhaldenbach westwärts Richtung Lobsigen fliesst.
Die Höhlen sind verschiedener Grösse. In den kleineren kann man kaum stehen, andere sind sehr geräumig und bieten Platz für einen mehrere Meter langen Tisch und zwei Bänke. Einige sind nur gut ein Meter tief, andere reichen mehrere Meter in den Berg hinein.
Die Wände aller Höhlen sind übersät mit zahlreichen eingeritzten Inschriften; zu erkennen sind viele Namen, Formen und verschiedene Muster. Einige Zeichen sind eindeutig neueren Datums, das Alter der restlichen ist schwer zu bestimmen.
Die Wände derjenigen Höhlen, in denen wohl gewohnt wurde, sind von den Bewohnern sorgfältig geglättet worden; Ecken wurden rechteckig ausgeschlagen, die Räume zum Teil gewölbt. An abgeblätterten Verputzresten haben sich Farbreste erhalten, offenbar waren einige Wände bemalt. Andere Räume, die vermutlich als Lagerräume oder für Gehege für Kleinvieh wie Kaninchen oder Hühner dienten, sind mehrheitlich naturbelassen. Löcher im Sandstein zeugen von einst eingefügten Balken, eingekerbte Längsrillen zeugen von Brettern, die dort eingefügt worden sind.

## Nahaufnahmen

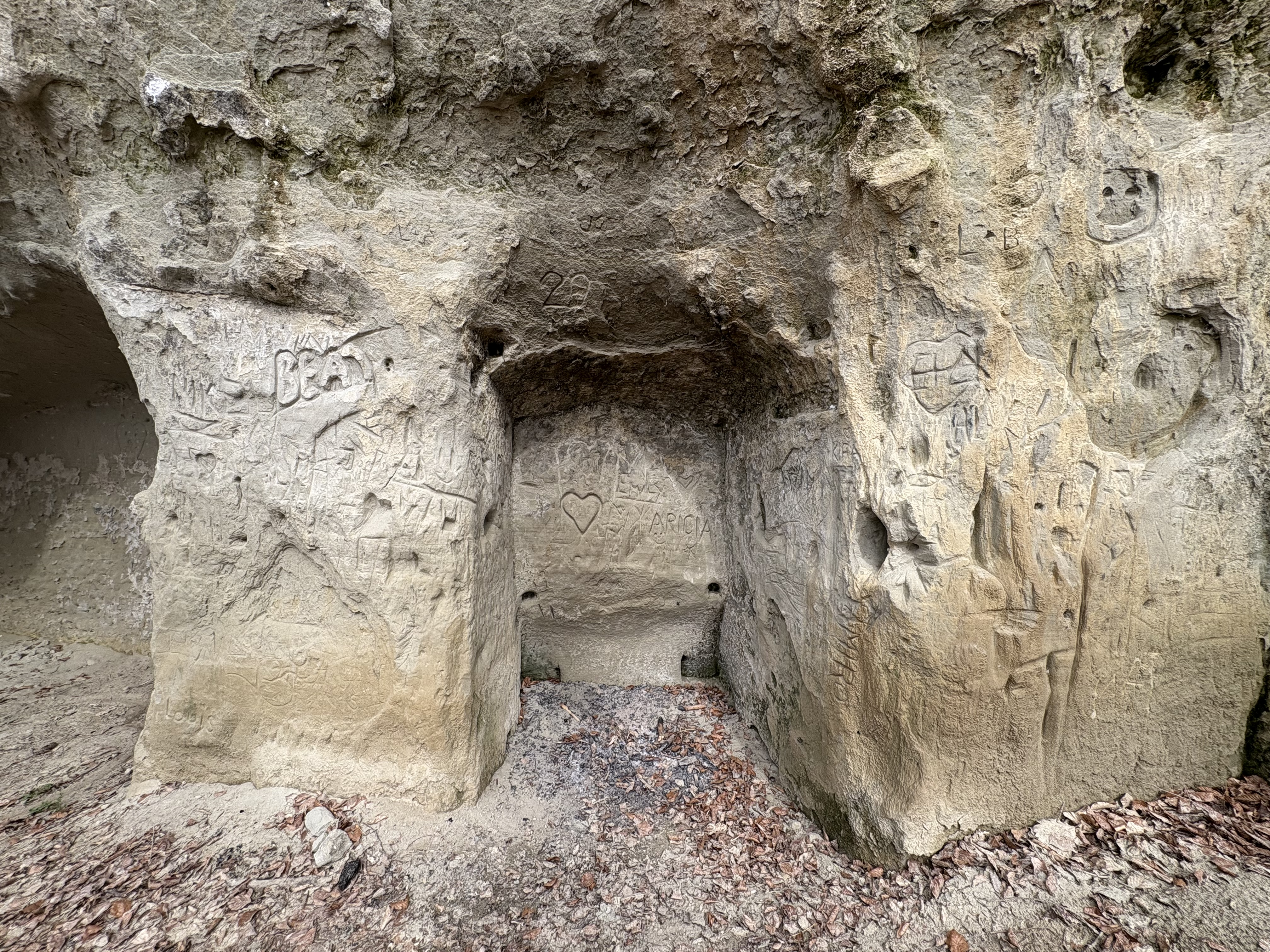
Zahlreiche Gravierungen im abblätternden Sandstein
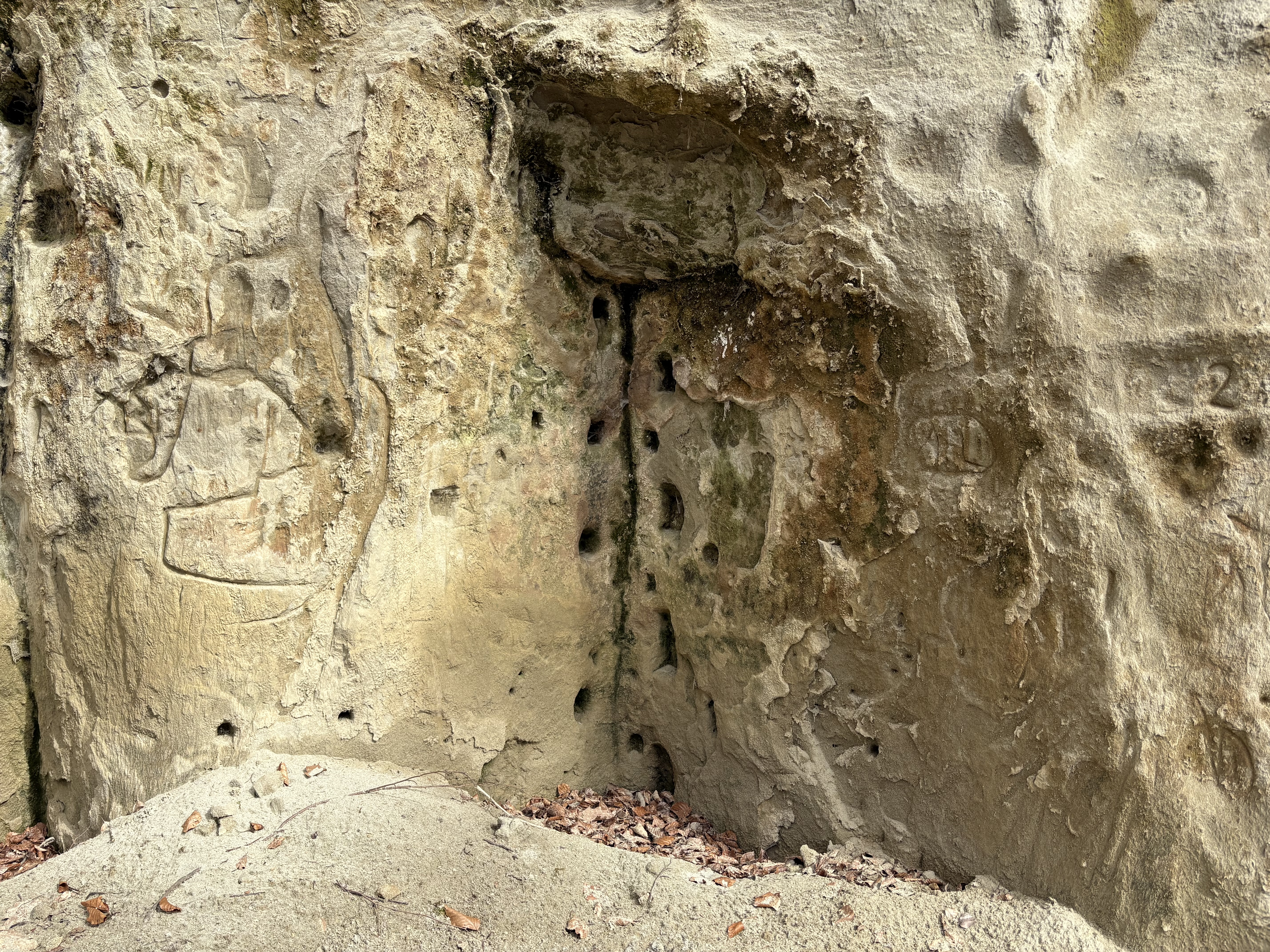
Ecke mit Balkenlöchern
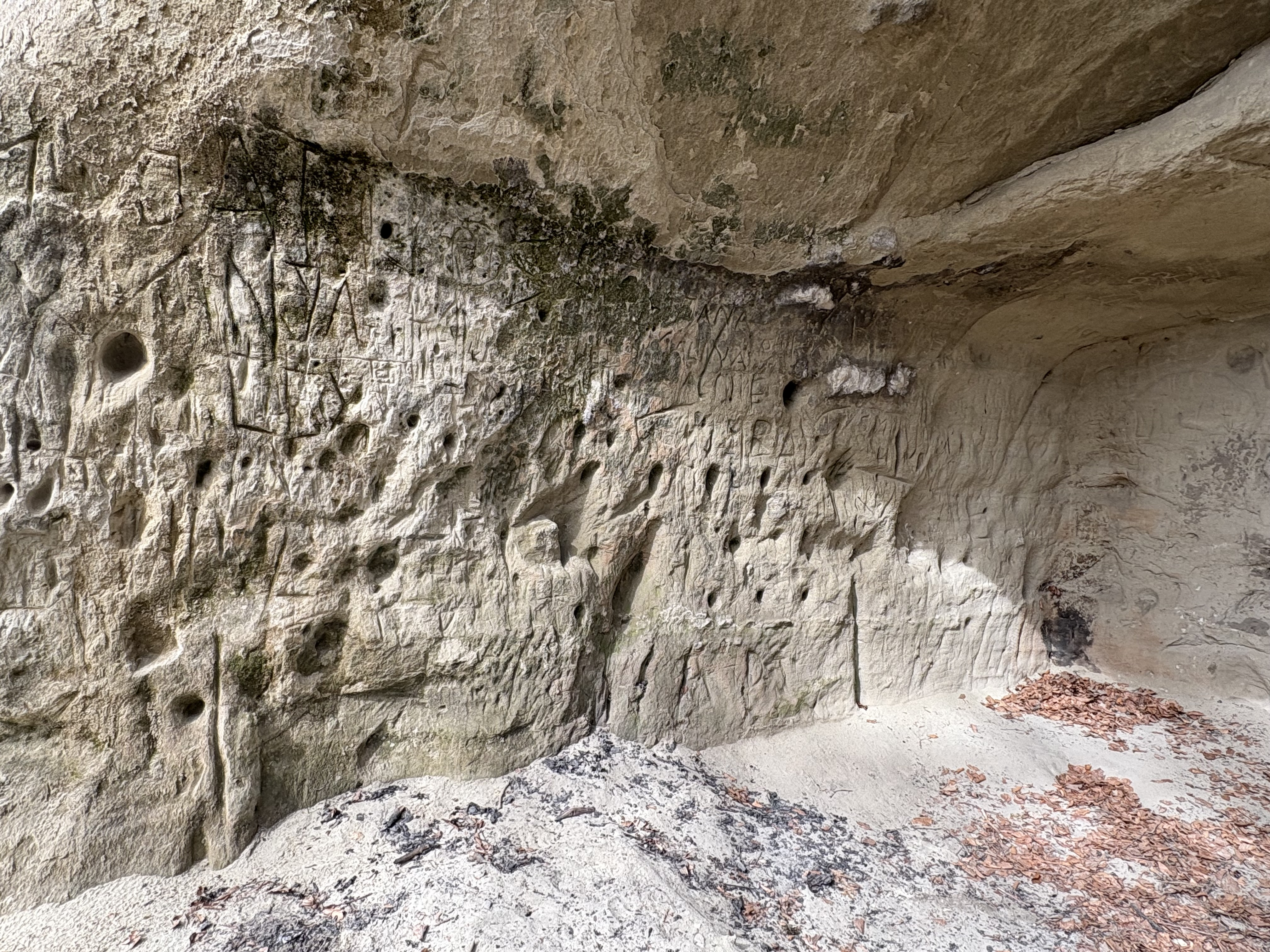
Eine Seitenwand
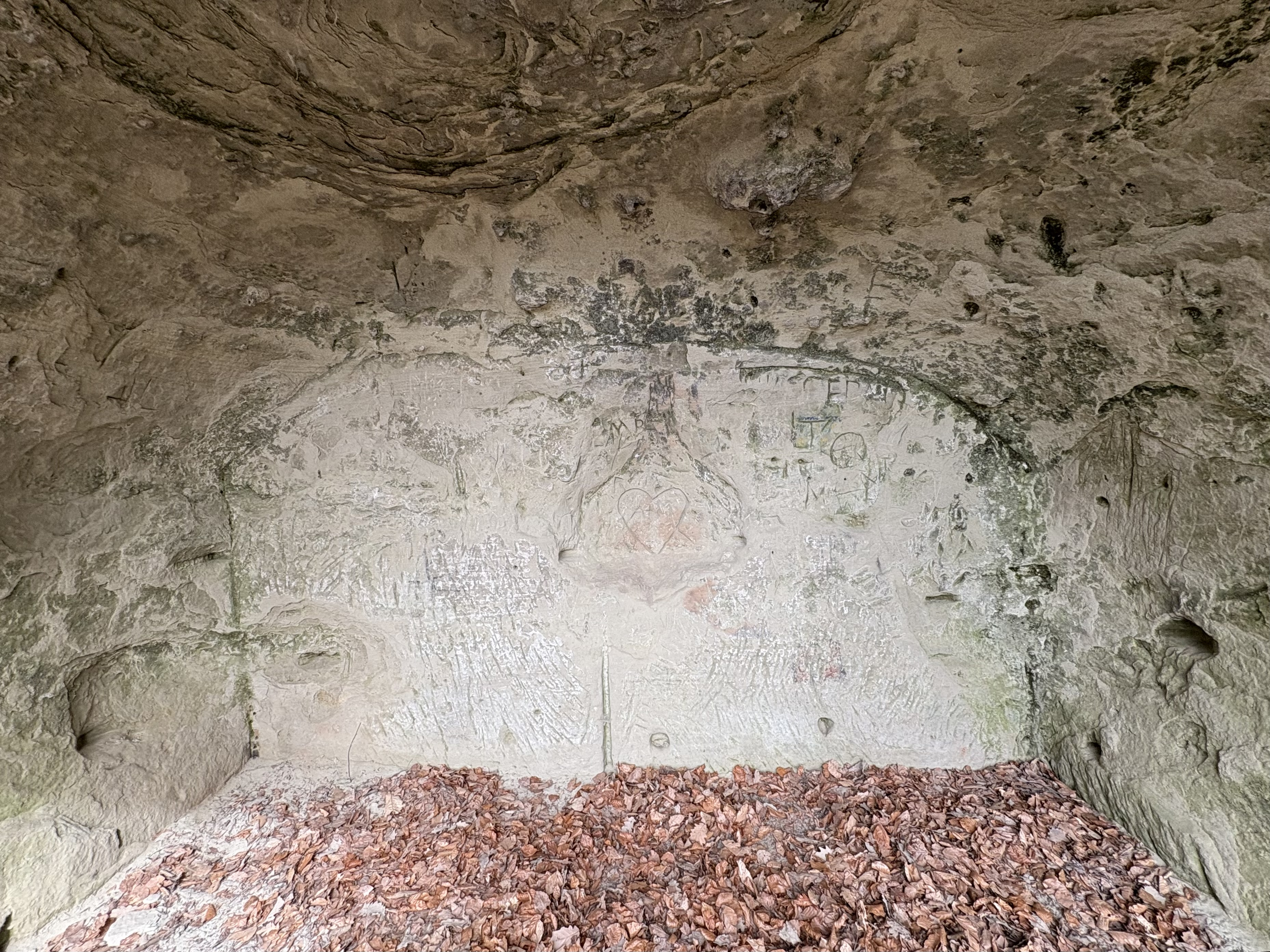
Eine der geräumigeren Höhlen mit gewölbter Decke

## Geschichte
Erwähnt werden die Höhlen schon 1298 als Güter beim sog. Felsenkeller. Bohrlöcher, die auf Türen oder Gestelle hinweisen, zeugen davon, dass die Höhlen bewohnt waren.
Zwei der letzten Bewohner waren Hans (1894–1971) und Bänz Nobs (1897–1980). Die Brüder verbrachten ihre ersten Lebensjahre in den Höhlen, die damals noch tiefer in den Berg hineinführten. Da die Höhlen für die Familie mit sechs Kindern zu wenig Platz boten, bauten die Eltern auf die Fläche vor den Höhlen kleinere Vorbauten, von denen sich aber nichts erhalten hat.
Kurz vor der Jahrhundertwende 1899/1900 zwang eine Verfügung der Behörde die Familie, die Höhlen zu verlassen und ins nahe gelegene Dorf Ruchwil zu ziehen. Ein Grund dafür ist nicht bekannt. Hans Nobs führte dort später einen kleinen Bauernbetrieb, sein Bruder Bänz wurde Kaminfeger.

## Heute
Natürliche Erosion und die zahlreichen Inschriften haben den weichen Sandstein stark verwittern lassen. Dank dem Einsatz des Zivilschutzes wurden die Höhlen um die Jahrtausendwende herausgeputzt. Auch die Sitzgelegenheiten des Picknickplatzes wurden erneuert.